# Øster Hornum
Øster Hornum – miasto w Danii, w regionie Jutlandia Północna, w gminie Rebild.